# زافاليا (كيروفوهرادسكا)
زافاليا (Завалля) هي مدينة في مقاطعة كيروفوهرادسكا في أوكرانيا.
يبلغ عدد سكانها حوالي 4786   نسمة.